# Parę lat
Parę lat – trzeci album grupy Cree. Wydany w 2004 roku. Przedpremierowa sprzedaż miała miejsce na VI Tyskim Festiwalu Muzycznym im. Ryśka Riedla w Tychach (30-31 lipca 2004). Jest to album, na którym zebrane są najlepsze piosenki z dotychczasowych dwóch płyt. Nagrane na nowo i uzupełnione nowymi piosenkami. 

## Lista utworów
1. "Po co więcej mi?"
2. "Parę lat"
3. "To małe coś"
4. "Za tych..."
5. "Rockowiec"
6. "Gdzieś wyjechać"
7. "Zostań razem ze mną"
8. "Twister"
9. "Czyja to wina?"
10. "Kiedy znowu?"